# Zwangshaft
Die Zwangshaft zählt in Deutschland zu den Mitteln der Verwaltungsvollstreckung. Vollstreckt werden damit Verwaltungsakte, die den Pflichtigen zu einer unvertretbaren (d. h. persönlich zu erbringenden) Leistung oder Unterlassung verpflichten. Die Zwangshaft ist jedoch kein selbständiges Zwangsmittel, sondern wird primär im Falle der Uneinbringlichkeit eines Zwangsgeldes angewandt. Als Fortsetzung des Zwangsgeldes teilt die Zwangshaft den Beugecharakter der anderen Zwangsmittel: Sie soll nicht zur Bestrafung dienen, sondern zur Willensbeugung des Pflichtigen.
Rechtsgrundlage für die Zwangshaft sind auf Bundesebene § 16 des Verwaltungs-Vollstreckungsgesetzes sowie auf Landesebene die einschlägigen Regelungen in den jeweiligen Verwaltungsvollstreckungsgesetzen der Bundesländer.
Aufgrund der Schwere des Eingriffes ist der Verhältnismäßigkeitsgrundsatz in besonderem Maße zu beachten. Zwangshaft ist in der Regel nur verhältnismäßig, wenn andere Zwangsmittel (Zwangsgeld und Ersatzvornahme) erfolglos angewendet wurden oder aus anderen Gründen keinen Erfolg versprechen.
Nicht zu verwechseln ist die Zwangshaft mit der Ordnungshaft, mit der die Ordnung im Gerichtsverfahren erzwungen werden soll, bzw. der Erzwingungshaft, mit der die Zahlung einer Geldbuße erzwungen werden soll.